# Kugutí
Kugutí (en rus: Кугуты) és un poble del krai de Stàvropol, a Rússia, que en el cens del 2010 tenia 362 habitants. Pertany al districte rural de Petrovski.